# Natação nos Jogos Pan-Americanos de 1999 - 100 m borboleta feminino
O evento dos 100 m borboleta feminino nos Jogos Pan-Americanos de 1999 foi realizado em Winnipeg, Canadá, em 5 de agosto de 1999. A última campeã dos Jogos Pan-Americanos foi Amy Van Dyken, dos Estados Unidos.
Essa corrida consistiu em duas voltas em nado borboleta em piscina olímpica.

## Resultados
Todos os tempos estão em minutos e segundos.
| CHAVE: | q | Mais rápidos não-classificados | Q | Classificados | GR | Recorde dos jogos | NR | Recorde nacional | PB | Melhor marca pessoal | SB | Melhor marca na temporada |

### Eliminatórias
A primeira fase foi realizada em 5 de agosto.
| Posição | Nome             | Nação              | Tempo   | Notas |
| ------- | ---------------- | ------------------ | ------- | ----- |
| 1       | Karen Campbell   | USA Estados Unidos | 59.70   | Q, GR |
| 2       | -                | -                  | -       | Q     |
| 3       | -                | -                  | -       | Q     |
| 4       | Sylvia Bereknyei | USA Estados Unidos | 1:02.51 | Q     |
| 5       | -                | -                  | -       | Q     |
| 6       | -                | -                  | -       | Q     |
| 7       | -                | -                  | -       | Q     |
| 8       | -                | -                  | -       | Q     |

### Final B
A final B foi realizada em 5 de agosto.
| Posição | Nome             | Nação          | Tempo   | Notas |
| ------- | ---------------- | -------------- | ------- | ----- |
| 9       | Monique Ferreira | BRA Brasil     | 1:04.08 |       |
| 10      | Mariela Yepez    | ECU Equador    | 1:04.99 |       |
| 11      | Melissa Mata     | CRC Costa Rica | 1:05.79 |       |
| 12      | Ana Aguilera     | ARG Argentina  | 1:06.02 |       |
| 13      | Claudia Campino  | URU Uruguai    | 1:06.51 |       |
| 14      | L.Rivas          | PAR Paraguai   | 1:06.53 |       |
| 15      | Tamara Swaby     | JAM Jamaica    | 1:06.78 |       |
| 16      | Jeanett Yanez    | PER Peru       | 1:07.35 |       |

### Final A
A final A foi realizada em 5 de agosto.
| Posição           | Nome             | Nação                 | Tempo   | Notas |
| ----------------- | ---------------- | --------------------- | ------- | ----- |
| Medalha de ouro   | Karen Campbell   | USA Estados Unidos    | 1:00.05 |       |
| Medalha de prata  | Jessica Deglau   | CAN Canadá            | 1:00.70 |       |
| Medalha de bronze | Karine Chevrier  | CAN Canadá            | 1:01.15 |       |
| 4                 | Sylvia Bereknyei | USA Estados Unidos    | 1:01.97 |       |
| 5                 | Siobhan Cropper  | TRI Trinidad e Tobago | 1:02.76 |       |
| 6                 | Paola López      | MEX México            | 1:02.78 |       |
| 7                 | María Pereyra    | ARG Argentina         | 1:03.35 |       |
| 8                 | Tanya Schuh      | BRA Brasil            | 1:03.64 |       |